# Strel'na (fiume)
La Strel'na (in russo Стрельна?) è un fiume della Russia europea settentrionale situato nella parte meridionale della penisola di Kola, è un tributario del mar Bianco. Scorre nell'oblast' di Murmansk.
Il fiume ha origine in una zona paludosa della penisola e sfocia nel mar Bianco, alla foce si trova l'omonimo insediamento, attualmente disabitato. La lunghezza del fiume è di 213 km, l'area del bacino è di 2 770 km². La sua portata e di 31,1 m³/s a 1 km dalla foce. Parallelo al suo corso, a est scende il fiume Čapoma.